# ナーローパの六法

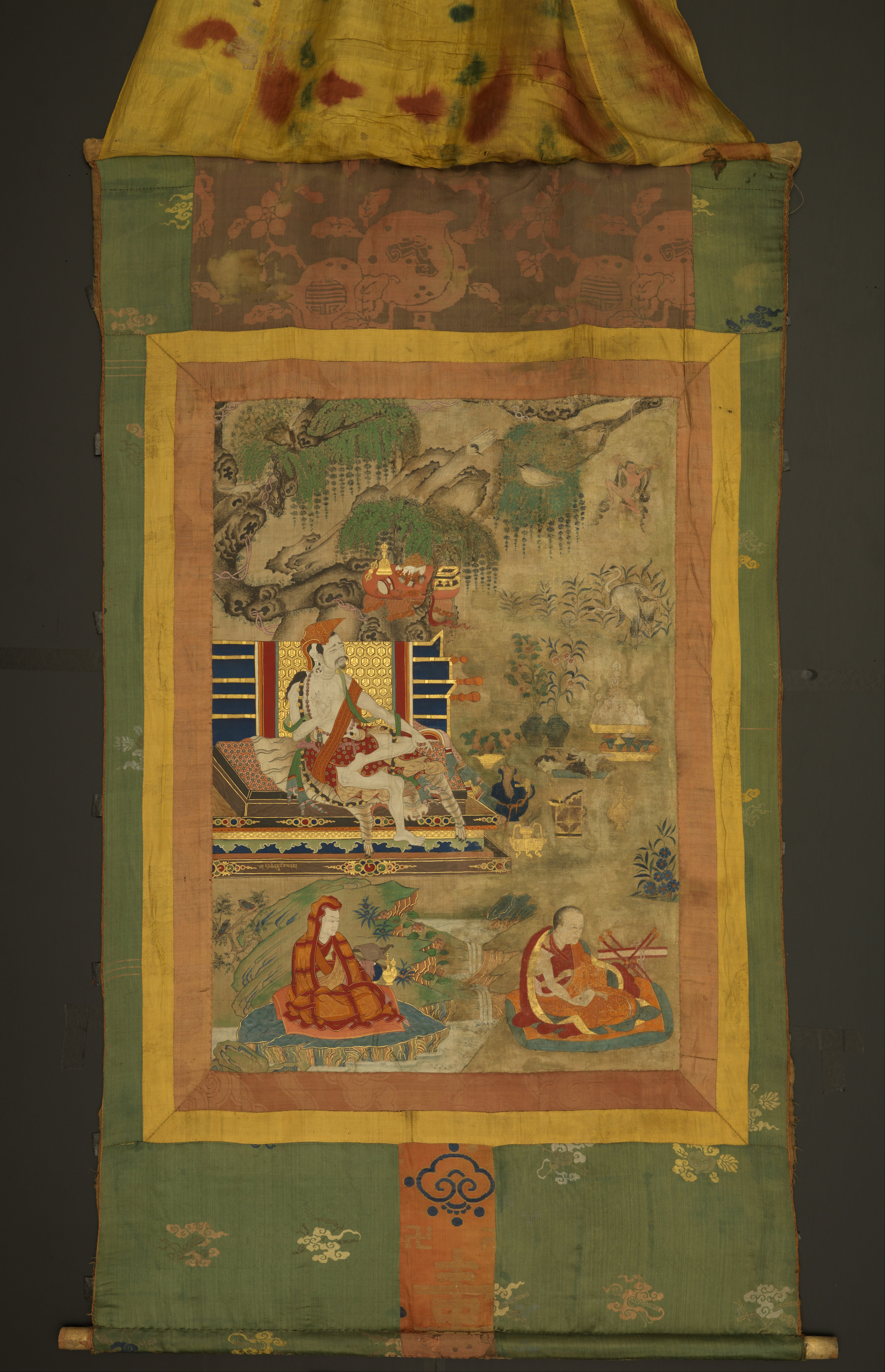
大成就者ナーローパを描いたタンガ　19世紀　ルービン美術館蔵

ナーローパの六法（ナーローパのろっぽう、ワイリー方式：na ro'i chos drug、梵: ṣaḍdharma、ナーローの六法、ナーローパ六法とも）とは、インドの大成就者（マハーシッダ）のティローパ（11世紀中頃）とナーローパ（1016年-1100年）によって体系化され、チベットの訳経僧、マルパ・ロツァワに受け継がれた、チベット密教における高度な修行法（成就法）の一体系。
これら六法の異称としては、「バルドでの解脱に達するための口伝」、あるいは「バルド・タンドル方式」がある。ここでいうバルド（中陰、中有）とは、「覚醒」と「寝る」、「死ぬ」の三種類を指す。また、カギュ派の文献においてナーローパの六法は「方便道」（thabs lam）とも表される。また、「ナーローパの六ヨーガ」とも呼ばれる（ただし、歴史的な文献においてṣaḍaṅga-yogaやsbyor-drugといった表現が使われたことはない）。
ナーローパの六法は、『秘密集会タントラ』や『ヘーヴァジュラ・タントラ』（呼金剛タントラ）といったタントラに由来する、「覚りへの道の階梯」を歩むため修行法がまとめられたものである。これらの行法の目的は、すみやかに悟りを得る（即身成仏）ことである。伝統的には、六法の修行にあたる修行者に、灌頂と、師匠（ゲシェー）との共同作業を通じた個人指導、そして前行の修得が求められた。また、ナーローパの六法の修行は微細身で、とくに内的火（トゥンモ）の生成を通じて行われる。
ナーローパの六法は、カギュ派（そもそもはこの宗派に伝えられたものである）における主要な成就法であり、同派のミラレパやガムポパ、パクモ・ドゥパ、ジクテン・ソンゴンは、それぞれ六法を実践し、またこれを説いた。ナーローパの六法は、カギュ派の師匠から教えを受けたツォンカパがゲルク派に採り入れたことによって、同派においても相伝されることとなる。

## 法統
ティローパの説いた教えは、六法のなかでももっとも古いものとして知られている。ティローパ自身、これらを幾人かの師匠から伝授したようである。チベット学者・仏教学者のグレン・H・マリンや、同じく仏教学者の福田洋一によれば、ティローパが教えを受けた師匠・大成就者は、ナーガルジュナ（中観派の龍樹とは別人）、ラワパ、ルイーパ、シャヴァリ、クリシュナチャルヤであった。また、これらの修行法の典拠は『秘密集会タントラ』や『ヘーヴァジュラ・タントラ』、『シュリー・チャトゥルピタ・タントラ』（吉祥四座續、Shri Caturpita Tantra）であるとされる。

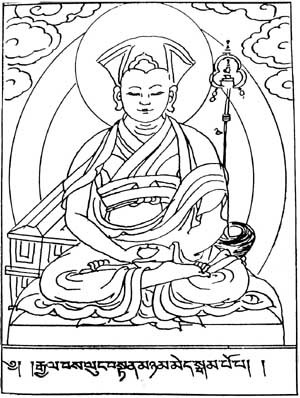
ガムポパは、ナーローパの六法の瞑想法について、さまざまな解説を記している。

これら六法は、ティローパからナーローパに伝えられた。ナーローパは弟子のマルパに、マルパは、ヨガに通じていたミラレパに伝授した。ミラレパはまた、ガムポパに伝えた。ガムポパ=ソナム・リンチェンは、六法の瞑想法(khrid chos または khrid yig)についての書物をいくつも記した。これらガムポパの著作は、『ナーローパの六法に関する瞑想法』(na ro 'i chos drug gi khrid yig)としてまとめられた。ガムポパによってナーローパの六法はカギュの諸派へと伝えられ、中心的な修行法として伝承されている。
今日に至るまで、ナーローパの六法に関して、シャマル・チョキ・ワンチュクによる『the Quintessence of Nectar』をはじめ、数多くの注釈書が記されてきた。ほかにタクポ・タシ・ナムギャルによる『Light Rays from the Jewel of the Excellent Teaching』やジャムグン・コントゥルによる『知識宝蔵』（第8巻第3章）などがある。現在、カギュ派においてナーローパの六法は主要なタントラ修行のひとつであり、出家・在家の瑜伽実践者が3年に渡る隠遁修行を行う。
ツォンカパ（1357年-1419年）の尽力によって、ナーローパの六法はゲルク派においても重視されるようになった。ツォンカパは、この修行法に関する注釈書、『深い道であるナーローの六法の点から導く次第、三信具足』を著した。この注釈書は、ゲルク派において六法の修行を行う際に参照される著作となった。またほかに、初代パンチェン・ラマのケドゥプ・ゲレク・ペルサンポ第3代パンチェン・ラマのエンサパ・ロサントンドゥプ、ジェ・シェラブ・ギャツォといった人々も注釈書をのこしている。
歴代のダライ・ラマやパンチェン・ラマ含め、多くのゲルク派の修行者たちは六法の法灯を受け継いできた。近年のゲルク派においては、ツブテン・イェシェやツブテン・ソパ・リンポチェが六法を説いた。

## 分類
ナーローパの六法は、インドのタントラ仏教における究竟次第を包括的・総体的にまとめたものである。カギュ派とゲルク派においては、無上瑜伽タントラ（一般的には勝楽タントラまたは金剛瑜伽女/金剛亥母タントラ）に説かれる儀礼・潅頂と、生起次第の修行がナーローパの六法を修めるにあたって前提となっている。アダム・ミツキェヴィチ大学のウルリヒ・ティム・クラーウは次のように説明している：
第一の階梯において、修行者は自他の全てを諸々の仏として観想し、特定の仏のマントラを唱える。修行者は、第二の階梯に属する（ナーローパの）六法によって、楽、念、空の強烈な体験を生み出し、悟りへの一瞥を得る。

### 六法
六法の数え上げ方は様々であるものの（少ないものでは2種、多いものでは10種）、カギュ派のガムポパの著作で最も広く使われている六法を挙げると、以下のようになる
（括弧内はそれぞれチベット語表記とワイリー方式、サンスクリット）
- トゥンモ（英語版）(トゥムモとも、チベット文字：གཏུམ་མོ་; ワイリー方式：gtum mo; 梵: caṇḍālī) – 内火、内なる火、またはチャンダーリーの火の修法。
- ウセル (チベット文字：འོད་གསལ་; ワイリー方式：od gsal; 梵: prabhasvara) – 光明の修法。
- ミラム（英語版） (チベット文字：རྨི་ལམ་; ワイリー方式：rmi lam; S: svapnadarśana) – 夢の修法。
- ギュル (チベット文字：སྒྱུ་ལུས; ワイリー方式：sgyu lus; S: māyākāyā) – 幻身、または自加持の修法。
- バルド (チベット文字：བར་དོ; ワイリー方式：bar do; S: antarābhava) – 中有の修法。
- ポワ（英語版） (チベット文字：འཕོ་བ་; ワイリー方式：pho ba; S: saṃkrānti) – 遷移、または転移、転識、遷有の修法。

### その他の法
上述の六法に加えてまとめられる、あるいは補助的な成就法としてまとめられるものには、次のようなものがある：
- 本尊瑜伽（英語版）（本尊生起）。ゲルク派の僧、ツブテン・イェシェ（英語版）によれば、ミラレパはこの瞑想法をダルマの一つに挙げている[20]。
- カルマムドラー（英語版）（羯磨印）(Karmamudrā、ワイリー方式：las kyi phyag rgya; THL: lé kyi chak-gya、梵: kāmamudrā または "愛欲印"は誤り)。この行法では、実際または観想において、印女（ムドラー）と呼ばれる伴侶またはパートナーとの性的な交合を行う[21]。他の行法と同様、トゥンモと本尊瑜伽を修めてからでないと実践できない。
- 入屍体（または強制入屍、トンジュク・ポワ、drongjuk phowa）[22]。ポワの一種であり、サーダカ（英語版）によって死亡直後の肉体に心相続（英語版）を移す際に行われる[23]。この修法は、マルパから息子のダルマ・ドデ[注釈 6]に伝えられたが、彼が早世したため伝承が途絶えたとされる[24]。
- 自己解放[訳語疑問点]。『金剛句心髄集難語釈』（以下『難語釈』）において、不ニの智慧に基づく自己解放の行法がナーローパ自身によって加えられている[25]。これはマハームドラー（英語版）（大印契）[注釈 7]を解決した見解である。これらはそれぞれ別の方法と認識されている。

### 整理法
ガムポパの数え上げた六法の組み合わせ以外にも、いくつかのパターンが存在する。例えば、ツォンカパ、そしてパクモ・ドゥパは次のように数え上げた：
1. トゥンモ（内火）
2. 幻身
3. 光明
4. ポワ（遷移）
5. トンジュク（他人への遷移）
6. バルド（中有）

これらの修行法はまた、異なる組み合わせ方で説かれることもある。例えば、ゲルク派のラマ、ギャルワ・ウェンサパはこれらを2つに大別している。すなわち：
1. 中央脈管に風（ルン）を導き入れる瑜伽
2. 風（ルン）が上述の方法で脈管に留まったあとに行う瑜伽

チベット学者のグレン・Ｈ・ムリンによれば、「マルパ・ロツァワは、①内火②カルマムドラー、または性のヨーガ③幻身④清浄光、[の4つを]主に挙げていたようである。六法のうち3つ――すなわちポワとトンジュク・ポワ、バルド――は独立した修行法として列挙されていないが、これは補助的な修行法としての位置に置かれていたためであろう」と説明している。一方、ミラレパは、ナーローパの六法を、①生起次第②内火③羯磨印④存在の究極的な本質を見るための導入⑤道を示す光明⑥幻身（幻の如き空性）、ならびに夢のヨガとしている。
さらに、10種の修行法を説くものとしては、グルチュー・ダルマパドラの著作がある。すなわち、①生起次第②空性③内火④羯磨印⑤幻身⑥光明⑦夢⑧バルド⑨ポワ⑩トンジュクである。

## 修行法の概観

### 準備の修行
チベット仏教のすべての宗派では、大乗仏教一般でも見られる実践・修行法（帰依・誓願の菩提心・発菩提心、本尊瑜伽、回向など）の習得が前提として求められる。内訳は法統・宗派・師匠によって異なる。例として、ゲルク派においては僧院において「ゲシェー」の地位を授かったもののみが学べる一方、カギュ派・ニンマ派では生起次第系のいくつかの教法を修めればナーローパの六法の修行へと進むことが許される。例えば、ツォンカパによれば、修行の基本を確立するものに関してミラレパは「三宝と菩提心の二面性への帰依など……」と説いたと記している。ツォンカパはまた、ミラレパの偈文を引用して、修行者はまず業の本質について瞑想し、色欲と輪廻の苦を観想し、さらに慈と菩提心の瞑想を実践すべきである、というミラレパの考えについて説明している。
ツォンカパは、前提となる修行法を顕教と密教に分けている。顕教では、スートラヤナ（小士と中士、すなわち在家と出家者）の修行、すなわち業や無常、死に対する自覚や、発菩提心、慈観（マイトリー）と悲観（カルナー）、菩薩行（六波羅蜜）の実践、止観を扱う。これらは、『覚りへの道の階梯』（ラムリム）に見える修行法である。ツォンカパによれば、これらを実践せぬ者は「現世の儚いものへの執着を断ち切ることができず、その結果、精神修養に励む安定した気持ちを得ることができない」と説いている。前提を欠いた者の実践は、したがって、「表面的なものにとどまり」、菩提心と瞑想への専心を欠き、無我の見識をも欠くこととなる。
密教では、いわゆる金剛乗の実践を扱う。すなわち、灌頂（六法との結びつきの強い勝楽タントラまたは呼金剛タントラが最善）や密教の戒律の護持（身口意三業三昧耶戒）、 金剛薩埵（ヴァジュラ・サットヴァ）の瞑想、本尊瑜伽（グル・ヨーガ）などである。グレン・ムリンによれば、「ツォンカパの語り口から明らかであるように、彼の著作を読んだ者の大半は、前段階の瞑想の実践を取り組むことなしに、六法の修行について耳にしていたのだろう」が、ツォンカパ自身はこの傾向をよしとしなかった。ツォンカパはまた、ナーローパの六法を行う修行者には空思想への理解が必須だとしている。
同様に、シャマルパ6世のチューキ・ワンチュクは『甘露の真髄』の中で「タントラの灌頂を受け、（[仏道を歩みうる]人間に生まれたという恵まれた境遇について熟考すること等の）前行、慈悲と菩提心の発露、金剛薩埵の浄化法（瞑想）、本尊瑜伽」の実践が必須であると説いている。

### 体操法
また、補助的な体操法（トンコル）が存在する。トンコルには、さまざまな座法（アーサナ）と動きが取り入れられている。これらの実践方法の組み合わせは、相伝・宗派によって異なる。ジェイ・シェラブ・ギャツォは、いくつかの宗派は六つの方法を行うとする一方、「パクモドゥパとディクン・カギュ派は108の方法を伝えている」。
一般的に知られる「六つの運動法」は、パクモドゥパ（12世紀）の『道術偈注釈』において次のように概説されている。
身体を浄めるに六つの方法がある：壺のように満ちる。車輪のように回る。鈎をかけるように掛ける。金剛印を見せながら天に向かって上げ、下に向かって下げる。矢のようにまっすぐになり、そしてあえぐ犬のように息を吐く。そして、身中の脈管と血液に活力を与えるため、頭と身体を揺らし、筋肉を柔軟にする。以上、六つである。
最初の呼吸法、クンバカ（止息法）は特に重要である。これは、臍まで深く息を吸い込んだ状態を可能な限り保持するというものである。クンバカは内火（トゥンモ）においても行われる。ツォンカパによれば、これら六つの呼吸法は中空の瞑想とともに行う。この呼吸法を行うことで喜びを感じることができ、また、ナーローパの六法の実践に由来する身体中のルン（風）の流れの変化によって生じうる、身体へのダメージを予防する。関連する修行法としては、身体が透明であることを視覚的に捉える方法がある。曰く、「ここにおいて、身体と脈管（ナディー）は完全に透き通り、光り輝いているように見える」。この方法は、緊張を解きほぐし、微細な脈管にしなやかさを与える。ツォンカパはこれについて、次のように説く。
前行と同様、自身を曼荼羅の仏として観想することから始める。ここにおいて特別なのは、身体、その頭頂から足裏までを、物質的な実体が無い、光に満ちた透明な風船であるかのように専心することである。……ここにおいて、身体は、全く実体を欠いた状態で捉えられ、空に浮かぶ虹のように心の中に現れる。

### 内的火

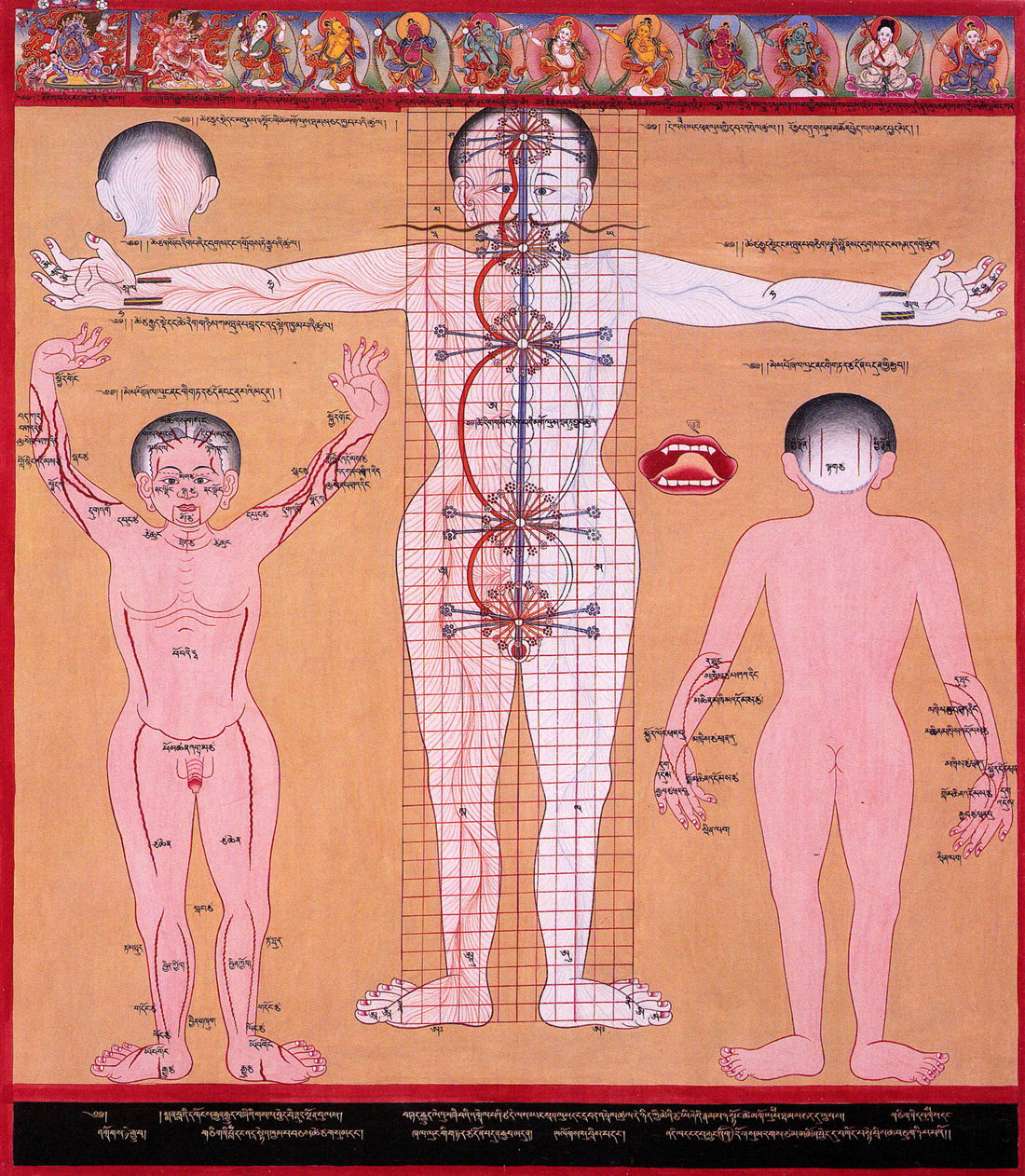
中央脈管と左右の脈管、それらの脈管に絡みつく五つのチャクラについて解きあらわす医学タンカ　『四部医典タンカ』より

内的火（または内火、トゥンモgtum mo、梵：chandali、直訳すると「激しい、熱い、野蛮な女」）の修行は、残り六つの修法の基礎であり、六法の初めである。この修法は、「微細身」、「脈管（ナディー）」、「風（ルン、またはヴァーユ）」、「粒滴（ティクレ、またはビンドゥ）」、「脈輪（コルロ、またはチャクラ）」に働きかける。内的火によって「風」が「中央脈管」（アヴァドゥーティ）に導かれることによって、四段階の歓喜が生じ、修行者は楽空無別の智慧、すなわち空の悟りを得る。

チベット文字における阿字

この修法はプラーナーヤーマのように、背筋を伸ばして坐り、脈管を意識し、深く吸い込んだ息を下腹部に可能な限り長く留める（上述のクンバカ）。そして、臍部に、火の瞬きで書かれた阿字を観想する。説かれるところによれば、これにより「風」が「中央脈管」に導かれ、「粒滴」が溶け出し歓喜を生じさせる。この大歓喜は「霊的な覚醒（菩提、byang chub）の際に経験する実際の至福と相似すると言われている」。
グレン・ムリンによれば、タントラ経典には、この修法で経験する歓喜は「通常の性的オーガズムの100倍強烈で、……特別な意識状態を生じさせる」と記すという。この恍惚状態は、空性を観するため用いられる。この「空の智慧と結びついた恍惚感」こそ、「マハームドラー（大印契）」と呼ばれるものである。
六法についてのティローパの偈は、内的火の修法について次のようにまとめている。
精妙なる身体、脈管の束、粗大かつ微細な、「風」の場、これは制御下に置くことである。この修法は、体操法から始まる。「風」を吸い込み、満たし、保ち、溶かす。左右の脈管、中央の脈管アヴァドゥティ、そして四つのチャクラ。チャンダーリーの火の手は臍から燃え上がる。甘露の流れは大楽輪（頭頂のチャクラ）からハーム字から降り、四歓喜を生じさせる。因子と同様、四つの結果がもたらされ、六つの修法により、これらは増大する。

### 羯磨印

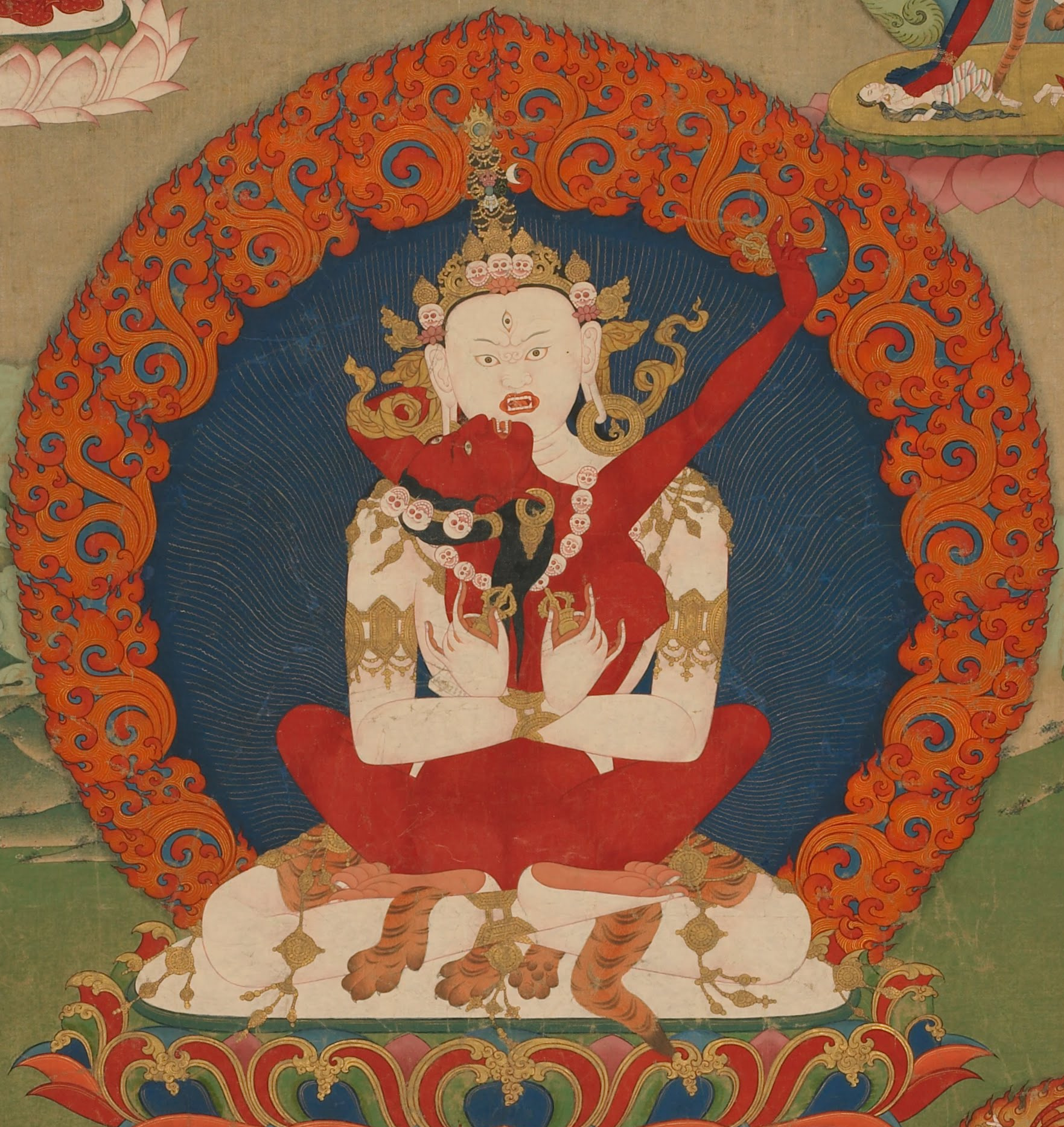
智慧であるダーキニー・ヴァジュラヴァーラヒーと交合するチャクラサンヴァラ（勝楽金剛）

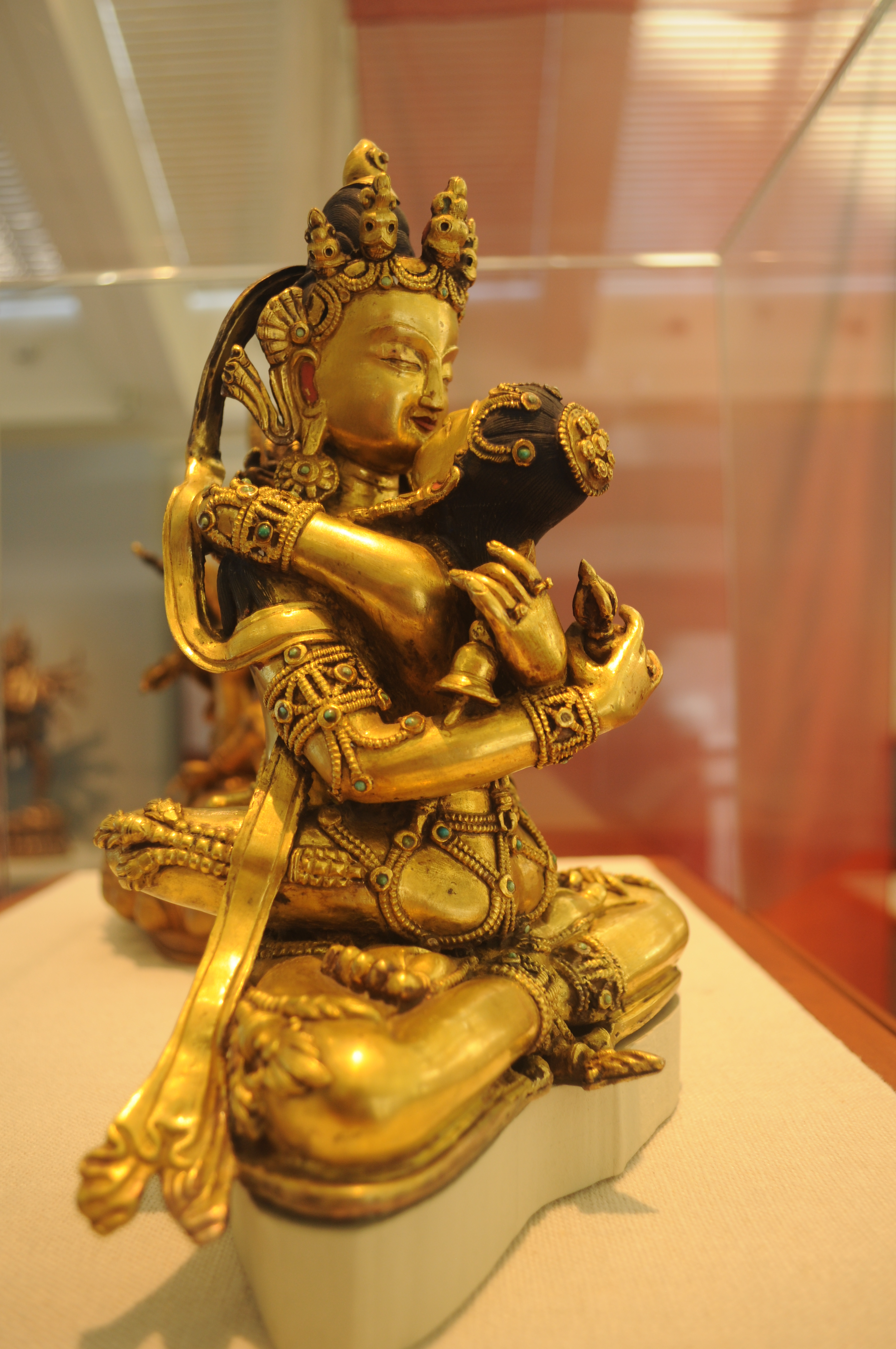
プラジュニャパラミターと交合する持金剛仏（ヴァジュラダーラ）　19世紀、チベット

内的火の修法は、四歓喜へと導く性的交合である羯磨印（カルマムドラー、las kyi phyag rgya, action seal）の行法と密接なつながりがあり、同時に修められる。組み合わせによっては、例えばミラレパのもののように、それぞれ別の修行法として位置づけている。一方、ガムポパは羯磨印の修行を内的火の修行の一部として扱っている。これは、羯磨印を成就させるためには（内的火のヨーガを通じ）「風」の制御が必要不可欠であると、ガムポパが考えていたためである。
羯磨印には様々な分類がある。カルマムドラー（羯磨印・所作印）は実際の人間の性的伴侶を伴い、ジュニャーナムドラー（智慧印）は観想力によって生み出した明妃を伴う。チベット仏教においては、実際の人間を伴うことは稀であり、羯磨印といった場合は観想上の伴侶、イダムを指すことがほとんどである。
ウルリヒ・ティム・クラーウによれば、ガムポパは彼の著作のなかで、六法は第二の階梯（究竟次第）に位置づけられている一方、羯磨印は第三の階梯に置かれている。そのため、羯磨印は「六法の修法を実践したあとに行われる修行に相当する」。
ツォンカパは、実際の性的パートナーをともなう羯磨印を行う双方は、最高位の者でかつタントラの潅頂を受け、タントラについて学び、三摩耶戒を守り、密教の修行によく通じ、四つの日々の瑜伽の実践に精通していなければならないとした。両者はまた、空性の観想と四歓喜を起こす術に習熟することが求められた。ツォンカパは、もし彼らがこれらの資質を持ち合わせない場合、肉体的な性的瑜伽の実践は賢明ではないとしたうえで、この場合、修行者は、観想によって生み出した伴侶を相手とすべきである、と結論付けている。
これらの修行および伴侶の選び方について記した、伝統的な目録の多くは、男性を読者として男性側の視点から書かれたものであるが、中には女性の修行者の視点から書かれたものも存在する。

### 光明
光明（梵：prabhāsvaratā；藏：’od gsal）とは、仏性に付随する心の澄んだ輝きを指す。オーガズムや睡眠、夢、死と再生の過程においてなど、人生のさまざまな場面で経験すると言われる。
ティローパの口伝では、この修法について次のように説明する。
中央脈管にとりくむ修行者は、中央脈管に意識を置き、心部の「粒滴」に集中する。ビジョンが現れる。光と光線、虹、夜明けの日光と月光、太陽、月、つづいて諸仏や形の出現。このようにして、無数の世界は浄化される。

### 夢

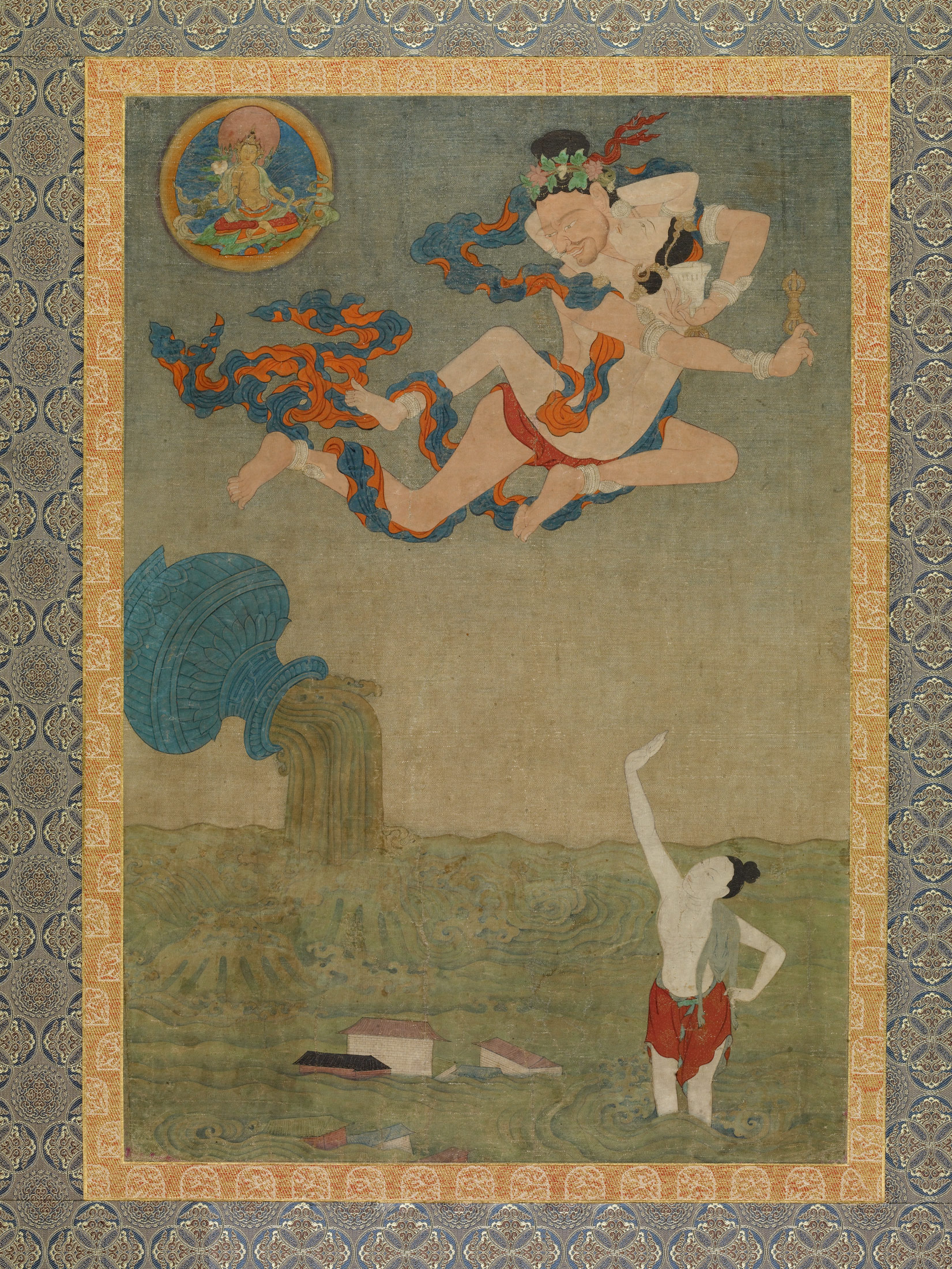
大成就者ガンタパ　八大成就者を描いたタンガから　シトゥ・パンチェン画　18世紀

夢の修法（夢見のヨーガとも、梵：svápna、藏：rmi lam）では、修行者は夢を見ているあいだも修行を行い（明晰夢）、夢の中においてもこの修法によって瑜伽行を実践する。
ティローパの口伝では、次のように説く。
夢を夢と知り、その深い意味について常に瞑想する。「粒滴」、ナーダなどで五性の種字を心に描き出す。仏陀と仏国土を知覚する。眠りの時こそ、大いなる至福を実現する方法の時である。これはラワパの教えである。

### 幻身
幻身（自加持とも）の修法は、色の幻影性（マーヤー）について行う観想の一種である。ティローパの口伝では、次のように説く。
三界の有情・無情は全て夢幻の如きもの。動くときも、止むときも、常にこれを見よ。鏡に映る幻の仏を観じ、金剛薩埵を念じ、それがいかに鮮やかに映るかを観る。その像が幻であるように、一切は幻である。修行者はこのように十二の譬喩について観じ、一切が幻であると観ずる。これは[大成就者]ナーガルジュナの教えである。

### 遷移

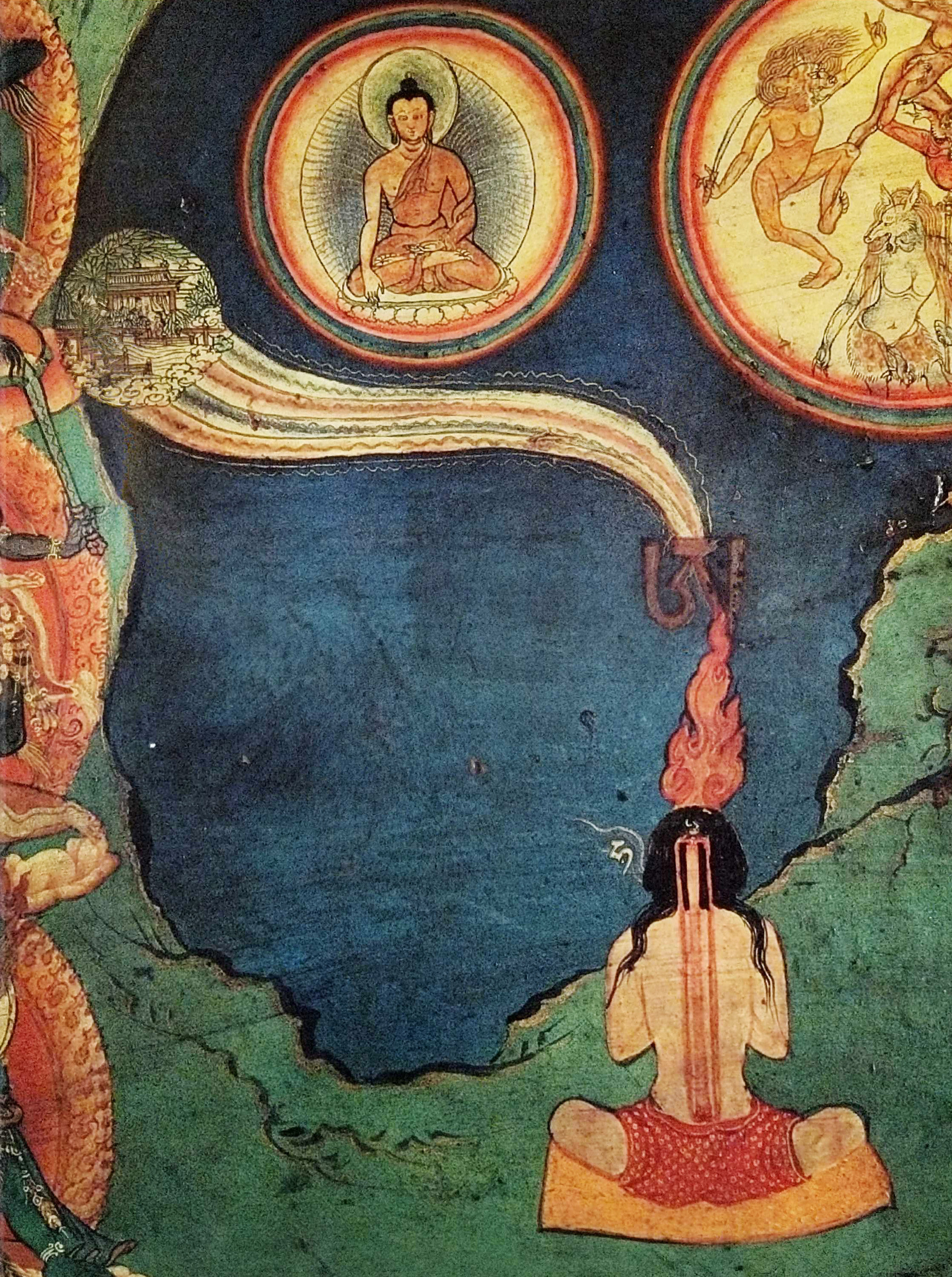
ラサ、ルカン寺の壁北面に描かれた壁画。内的火と三本の脈管（ナディー）、遷移を描く。

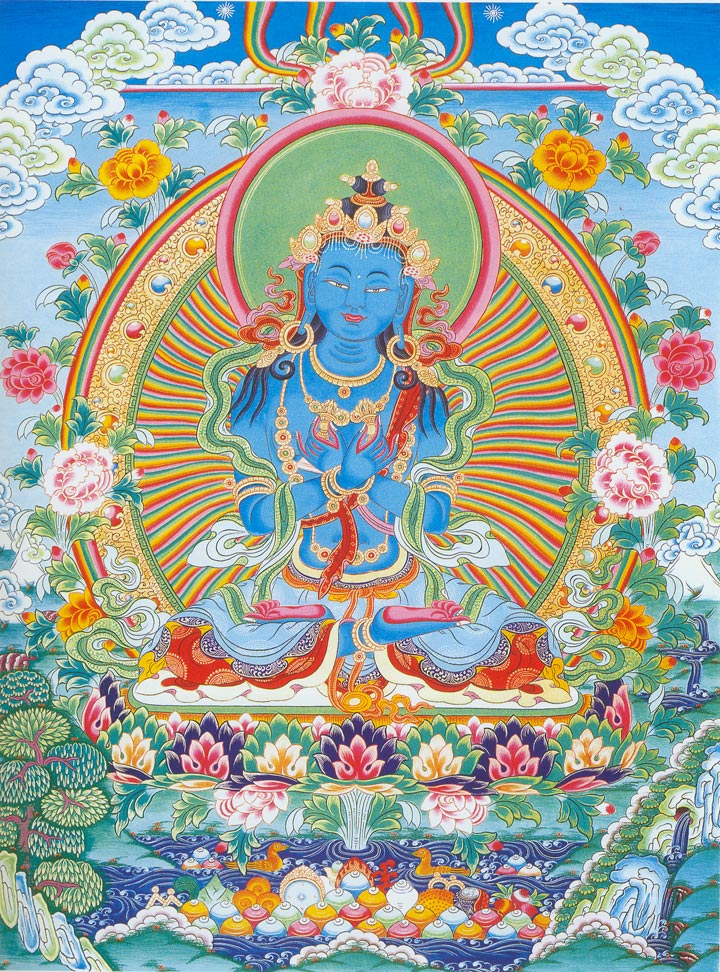
本初仏、持金剛仏（ヴァジュラダーラ）

遷移（ポワ、藏：'pho ba、梵：saṃkrānti）の修法では、死に際し、自身の意識を身体から抜き、悟りの状態に持っていく（または仏国土に転生させる）。
ティローパは次のように説く。
これらの瑜伽によって、遷移するとき、また、別の身体に強制的に遷移するとき、修行者は守護尊の種子を用いて、（呼吸の）呼気と吸気、長短と合わせて本尊瑜伽を身につけることにより、望むところに意識を遷移させる。あるいは、より高位に遷移せんとする者は、2字のヤム、ヒ-カ、そしてフーム-フームに自身を委ねることができる。意識は、師匠と分かち難い本尊の心臓に投げ込まれ、そこから望む仏国土へと投げ込まれる。これもまた、スカシッディの教えである。

#### ゲルク派による遷移についての説明

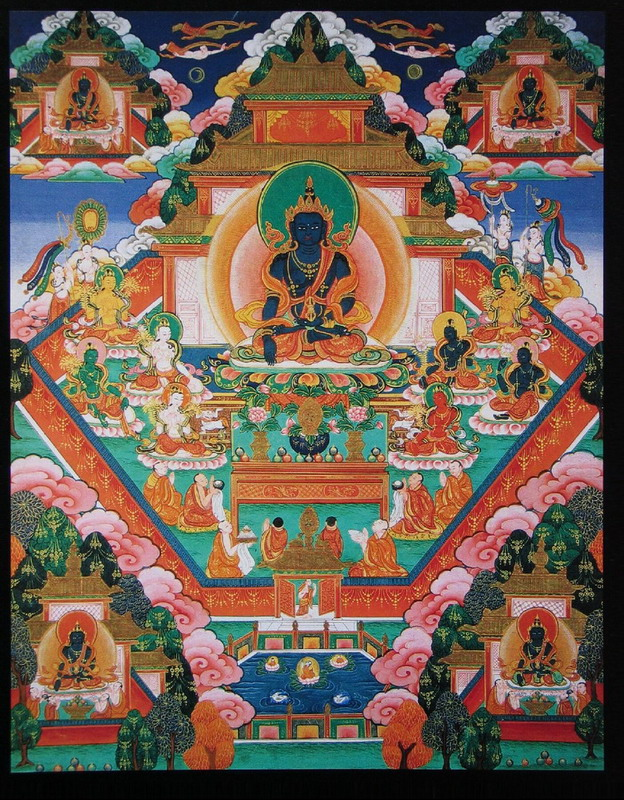
阿閦仏の浄土、東方妙喜世界

### 中有

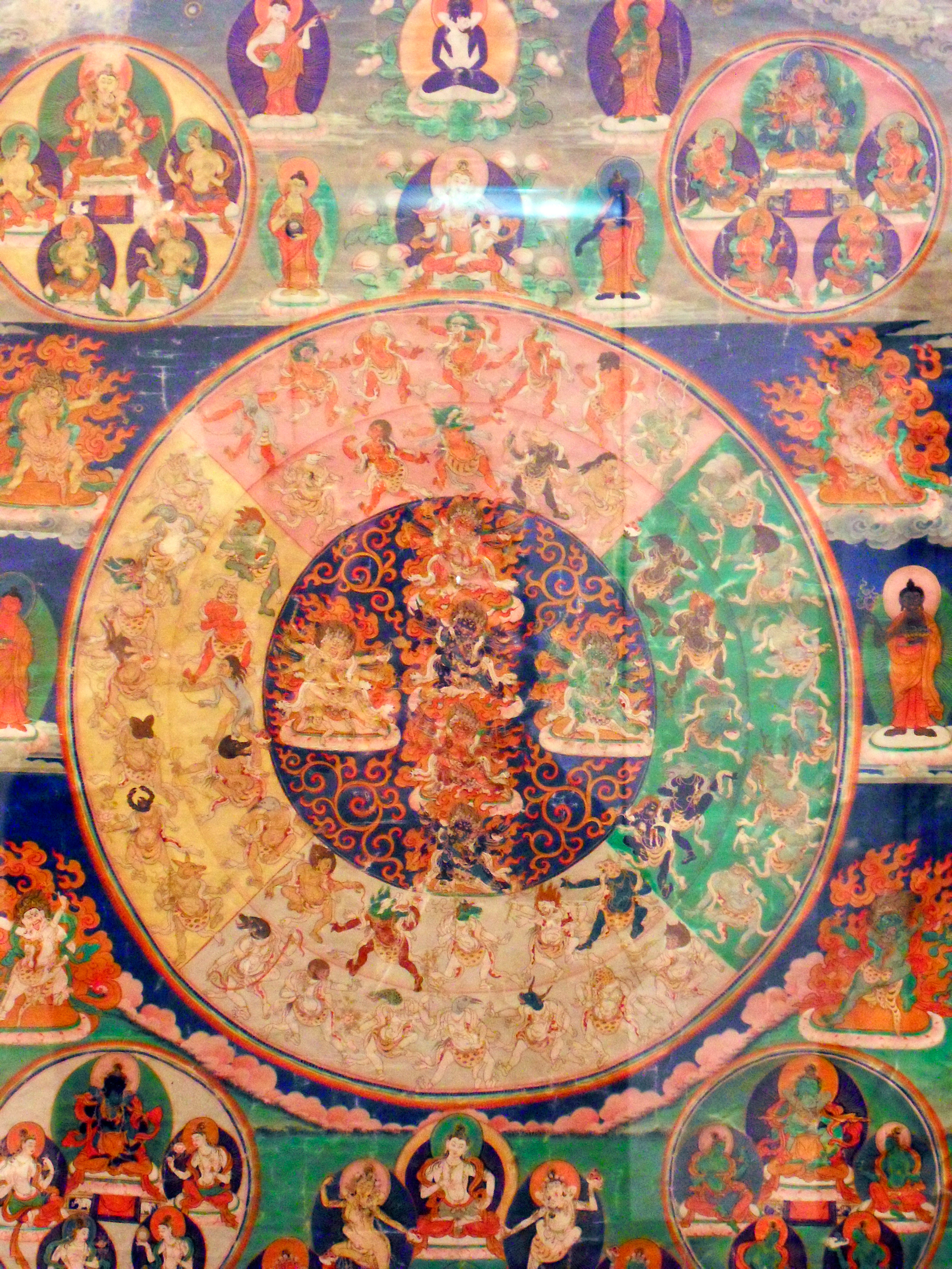
中有に至った死者が遭遇するであろう仏たち。

中有（または中陰）に関する修法は、死と再生の間にあるバルドを乗り切るためのものである。
ティローパの口伝では、次のように説く。
死に臨む修行者は、肉体と意識のエネルギーを取り除き、太陽と月のエネルギーを心臓に導き入れ、無数の禅定を起す。意識は外部に向かうが、彼は外部のそれらを夢のものと見なす。死の光景は七日のあいだ、またその七倍[である四十九日のあいだ]続き、その後転生する。その際、本尊瑜伽を行うか、ただ単に三昧の境地に留まるべし。しかるのち、生まれ変わるときが来たら、阿闍梨の本尊瑜伽と、立ち現れた仏尊に対する本尊瑜伽（グル・ヨーガ）を行うべし。そうすれば、バルドの境地に留まることができる。これはスカシッディの教えである。
ギャルワ・ウェンサパは、死ぬ前に光明を経験するため内的火の修法を実践し、中有の身体に持金剛仏として生起すべしとする。

## 関連する修行法

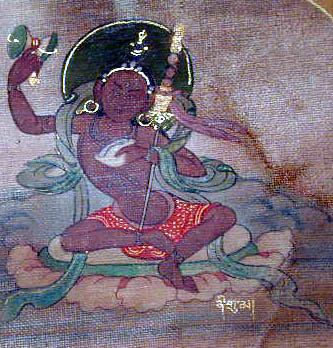
ニグマ

「ニグマの六法」は、その内容においてナーローパの六法とほぼ同一である。ニグマは、インドの女性密教行者、悟りを得たダーキニー、シャンパ・カギュ派の派祖の一人である。また資料によっては、彼女がナーローパの妹あるいは性瑜伽のパートナーであったとするものもある。ダライ・ラマ2世、ゲンドゥン・ギャツォは、これらのヨーガに関する著作を編纂している。ニグマの教えは瑜伽女、スカーシッディに伝えられ、また、シャンパ・カギュ派の派祖であるキュンポ・ナルジョルへと受け継がれた。同派の翻訳者・講師であるサラ・ハーディングは、ニグマと、「ニグマの六法」など彼女の教えがシャンパ・カギュ派の発展に及ぼした主な影響について扱った本を出版している。
マチク・ラブドロンの法統では、大印契（マハームドラー）、チューの修行法は転身のヨーガから始まる。